# 少女編號
《少女編號》是渡航撰寫，QP:flapper負責角色原案與彩色插畫、飲茶（やむ茶）負責黑白插畫的多媒體企劃，前傳輕小說作品於KADOKAWA發行的雜誌《電擊G's magazine》2016年3月號開始連載，並在《電擊G's Comic》2016年4月號中刊行由堂本裕貴作畫的漫畫版。 於2016年10月至12月播放全12話電視動畫。

## 故事簡介
女大學生烏丸千歲對於「聲優」這個職業抱持著夢、希望與野心，但她所要面對的卻是極為殘酷的業界。

## 登場角色
烏丸千歲（Chitose Karasuma，聲：千本木彩花（日本）；穆宣名（台灣））
所屬：No.1 Produce，生日：12月15日，血型：B型，星座：射手座，出身地：東京都，興趣：電影鑑賞、逛貓咖啡廳
本作的主人公。長相可愛但個性很差的新人聲優。一邊上大學一邊在新人聲優的道路上努力奮鬥著。外表可愛，卻對工作和人生採取輕蔑的態度。很容易得意忘形，但擁有不服輸的態度。對於盡在演些路人角色的現狀有著危機感。
久我山八重（Yae Kugayama，聲：本渡楓（日本）；鄭郁欣（台灣））
所屬：No.1 Produce，生日：4月20日，血型：A型，星座：白羊座，出身地：東京都，興趣：製作點心、長笛
千歲在聲優養成所的同期友人。體質容易發胖，因此一年到頭總是在節食。
片倉京（Koto Katakura，聲：石川由依（日本）；孫欣瑜（台灣））
所屬：No.1 Produce，生日：2月17日，血型：O型，星座：水瓶座，出身地：大阪府，興趣：動畫鑑賞、簿記
關西出身。和千歲隸屬於同一事務所，与乌丸悟净同期出道，卻完全沒法把自己推銷出去，26歲還在靠打工維生。
苑生百花（Momoka Sonō，聲：鈴木繪理（日本）；林沛笭（台灣））
所屬：Voice Enterprise，生日：3月31日，血型：AB型，星座：白羊座，出身地：東京都，興趣：鋼琴、吉他
現役女高中生聲優。在偶像、聲優、音樂界都很活躍的高中生。雙親是業界的大人物。雖然也有著性格有些狂妄自大的一面，但比起千歲來還算是有常識。
虽然经常被认为得到父母在业界名声的庇佑，但对此并不喜欢，讨厌其他人拿她与同是演员的母亲对比。
母親是知名職業聲優『苑生櫻』（聲：中原麻衣（日本）；龍顯蕙（台灣））。
柴崎萬葉（Kazuha Shibasaki，聲：大西沙織（日本）；龍顯蕙（台灣））
所屬：Iroha Production，生日：1月8日，血型：A型，星座：摩羯座，出身地：山形縣，興趣：自行車、拍照
自視甚高系聲優。雖然很受歡迎，但卻總接一些有關輕改動畫以及除表演以外的工作，對於這一現狀感到不滿。作為藝人，對於聲優過分執著，經常和周圍發生衝突。外貌如同模特兒般的人氣聲優，散發出強烈的氣場。
喜欢喝酒，一旦醉了就一改平时高冷的风格，并且说话会有山形口音。老家是经营温泉旅馆。似乎不是很喜歡配輕改的動畫，但是只要配了就會顧及原作者的感受。
櫻丘七海（Nanami Sakuragaoka，聲：佐藤亞美菜（日本）；龍顯蕙（台灣））
所屬：No.1 Produce，高中生新人聲優。很喜歡《九公主》，尊敬千歲的主演。現似乎為No.1強推的聲優之一。興趣是規律的作息，特技是壘球。
九頭P（Kuzu-P，聲：中井和哉（日本）；夏治世（台灣））
企劃·製作動畫作品的精明幹練製作人。助理是十和田AP。外表與內在都相當輕浮。時常和年輕的聲優有所接觸。在一次慶功宴上記住千歲，並在不久後和社長討論時透過悟凈的名單就直接選了千歲擔任新番女主角。在《九公主》動畫第一季慘不忍睹的結束後，將動畫第二季丟給十和田負責。根據十和田AP的說法，本人在以前的工作場所很努力打拚，之後可能是因為在工作上輸給了同期的同事而轉到別家公司。
中意的酒店小姐是「小舞」（聲：佐倉綾音（日本）；林沛笭（台灣）），但由於伴酒女小舞被之前的同期搶走生氣，發誓要奪回小舞。
十和田AP（Towada AP，聲：江口拓也（日本）；梁興昌（台灣））
輔佐九頭P的助手製作人。性格溫和，不會給人添麻煩，由於上司很輕浮的緣故因而工作的樣子很認真。本身也是一名社畜，常常和其他認識的業界社畜一樣唉聲嘆氣，在柴崎老家過夜時和柴崎的經紀人一起聊天訴苦。對於九頭P還是存有在動畫結束前會來幫忙的期望，因為九頭曾是業界厲害的製作人。
烏丸悟淨（Gojō Karasuma，聲：梅原裕一郎（日本）；于正昌（台灣））
No.1 Produce的經紀人。千歲的哥哥，對於妹妹的態度感到頭痛。為了妹妹的工作盡心竭力，然而被千歲當作「社畜」看待。原本也是一名聲優，但由於無人問津而最終選擇歇業，並轉變方向負責對妹妹千歲進行聲優的培養，似乎仍希望在千歲身上看到自己未能完成的夢想。之前是千岁的经纪人，现在负责七海。
難波社長（President Namba，聲：堀内賢雄（日本）；梁興昌（台灣））
No.1 Produce的社長。性格豪爽又容易起勁。
松冈重三（聲：松冈祯丞（日本）；梁興昌（台灣））
No.1 Produce的经纪人。现负责乌丸千岁，接替之前的悟净。热血系青年，工作时也穿着网球服。虽然是男性，但是扎有马尾。
河原睦美（聲：安濟知佳（日本）；龍顯蕙（台灣））
苑生百花的經紀人。與悟淨工作時常常遇到，兩人的談話已到了老友的程度。曾和烏丸悟淨閒聊，並表示在某次飯局中謠傳了系列構成不幹了的傳言。
萬葉經紀人（聲：榎木淳彌（日本）；夏治世（台灣））
柴崎萬葉的經紀人。在某一次的九公主直播放送節目裡由於九頭P惹火了柴崎萬葉的爸爸而專程到她的家鄉向柴崎父親道歉。
石神井P（聲：速水獎（日本）；于正昌（台灣））
九頭P的過去任職公司的前同事，是九頭P的死對頭。
繪口達郎（聲：八代拓（日本）；梁興昌（台灣））
動畫《九公主》男主角的聲優。
角倉創（聲：石井一貴（日本）；夏治世（台灣））
動畫《九公主》的小說原作者。

## 出版書籍

### 輕小說
| 卷數 | KADOKAWA       | KADOKAWA               | 天聞角川   | 天聞角川               | 台灣角川       | 台灣角川               |
| 卷數 | 發售日期       | ISBN                   | 發售日期   | ISBN                   | 發售日期       | ISBN                   |
| ---- | -------------- | ---------------------- | ---------- | ---------------------- | -------------- | ---------------------- |
| 1    | 2016年7月27日  | ISBN 978-4-04-892236-4 | 2018年4月  | ISBN 978-7-5340-6599-6 | 2018年6月14日  | ISBN 978-957-564-251-8 |
| 2    | 2016年10月27日 | ISBN 978-4-04-892522-8 | 2018年11月 | ISBN 978-7-5142-2432-0 | 2018年9月27日  | ISBN 978-957-564-411-6 |
| 3    | 2017年6月26日  | ISBN 978-4-04-892992-9 | 2019年4月  | ISBN 978-7-5142-2577-8 | 2018年12月20日 | ISBN 978-957-564-604-2 |

### 漫畫
| 卷數 | KADOKAWA       | KADOKAWA               | 台灣角川      | 台灣角川               |
| 卷數 | 發售日期       | ISBN                   | 發售日期      | ISBN                   |
| ---- | -------------- | ---------------------- | ------------- | ---------------------- |
| 1    | 2016年7月26日  | ISBN 978-4-04-892242-5 | 2018年3月26日 | ISBN 978-957-564-088-0 |
| 2    | 2016年12月17日 | ISBN 978-4-04-892605-8 | 2018年3月26日 | ISBN 978-957-564-089-7 |
| 3    | 2017年6月26日  | ISBN 978-4-04-892986-8 | 2018年3月26日 | ISBN 978-957-564-090-3 |

## 電視動畫
2016年1月決定製作電視動畫。2016年10月6日26時28分在TBS電視台首播，之後亦於SUN電視台、櫻桃電視台、BS-TBS等電視台播放。
海外方面，由台灣率先於2016年10月9日由Animax HD與日同步首播，之後在有線的Animax頻道於2017年2月24日開始播放。香港於2017年3月1日至16日由Animax頻道播放。

### 製作人員
- 原作：Project GN
- 原案、系列構成：渡航
- 角色原案：QP:flapper
- 監督：井畑翔太
- 角色設計、總作畫監督：木野下澄江
- 美術監督：峯田佳美
- 動畫製作：Diomedéa

### 主題曲
片頭曲
（第1話）
作詞、作曲、編曲：y0cle，主唱：kohaluna［苑生百花（鈴木繪理）、柴崎萬葉（大西沙織）］
「Bloom」（第2話－）
作詞、作曲、編曲：y0cle，主唱：少女編號［烏丸千歲（千本木彩花）、久我山八重（本渡楓）、片倉京（石川由依）、苑生百花（鈴木繪理）、柴崎萬葉（大西沙織）］
片尾曲
（第2話－）
作詞：，作曲、編曲：佐藤陽介，主唱：少女編號
插入曲
「虹色Sunrise」（第4話）
作詞：akane、，作曲、編曲：，主唱：少女編號
（第6話）
作詞、作曲、編曲：y0c1e，主唱：少女編號
「SSS」（第10話）
作詞、作曲、編曲：RON，主唱：櫻丘七海（佐藤亞美菜）
（第12話）
作詞、作曲、編曲：板倉孝德，主唱：少女編號

### 各話列表
| 話數   | 日文標題 | 中文標題                       | 劇本            | 分鏡              | 演出               | 作畫監督 |
| ------ | -------- | ------------------------------ | --------------- | ----------------- | ------------------ | --- |
| 第1話  |          | 渾渾噩噩的千歲與腐敗不堪的行業 | 渡航            | 井畑翔太          | 井畑翔太           | 木野下澄江、大村將司 石川雅一                                                                               |
| 第2話  |          | 自負的千歲與無聲的悲鳴         | 渡航            | 井畑翔太          | 飛田剛             | 西田美彌子、加藤弘將                                                                                        |
| 第3話  |          | 邪門歪道的千歲與劇情老套的發展 | 渡航            | 吉田徹            | 藤本義孝           | 谷口繁則、金正男 韓承熙、安孝貞                                                                             |
| 第4話  |          | 得意洋洋的千歳與興高采烈的夥伴 | 相樂總          | 富田浩章 井畑翔太 | 大橋一輝           | 德永、大村將司 上野卓志、洪範錫 YuMinZi、Lee Duk Ho Shin Min Seop、Shin Hyung Sik Kim Eun Ha、Kim Jin Young |
| 第5話  |          | 得意忘形的千歲與跌落谷底的評價 | 相樂總          | 數井浩子          | 筆坂明規           | 大田謙二、水野隆宏 LEVEL ZERO                                                                               |
| 第6話  |          | 海濱風光的千歲與批不下來的預算 | 渡航            | 井畑翔太          | 久慈吾郎 井畑翔太  | 西田美彌子、小川茜 德永、大村將司 洪範錫                                                                    |
| 第7話  |          | 看熱鬧的千歲和授課參觀         | 菅原雪繪 相樂總 | 日色如夏          | 日色如夏、井畑翔太 | 加藤弘將、小川茜 、j-cube                                                                                   |
| 第8話  |          | 愛睡懶覺的千歲與浴霧繚繞的旅情 | 菅原雪繪 相樂總 | 井畑翔太          | 飛田剛             | 木野下澄江、石川雅一 加藤弘將、德永 小川茜、大村將司 上野卓司、是本晶 陣內美帆、石田啟一 YuMinZi            |
| 第9話  |          | 焦躁不安的千歲與風馳電掣的新人 | 相樂總          | 山田浩之          | 井畑翔太 村上勉    | 加藤弘將、德永 小川茜、望月俊平 福田佳太                                                                    |
| 第10話 |          | 步入歧途的千歲與失意的廢物     | 相樂總          | 數井浩子          | 大橋一輝           | 石川雅一、玉木慎吾 大村將司、加藤弘將 德永、小川茜 望月俊平、上野卓志                                       |
| 第11話 |          | 動搖的千歲與下定決心的悟淨     | 渡航            | 吉田徹            | 吉田徹             | 加藤弘將、小川茜 望月俊平、德永 大村將司、上野卓志 石田啟一、YuMinZi                                        |
| 第12話 |          | 烏丸千歲與……                   | 渡航            | 井畑翔太          | 井畑翔太           | 西田美彌子、石川雅一 加藤弘將、小川茜 德永、望月俊平 大村將司、上野卓志                                     |

### 播放電視台
日本深夜動畫：下文記載的日本国内播放時間使用日本標準時間（UTC+9）表示。因為部分時間标识會採用30小时制，因此請留意这类超过24:00的时间，其實際播放時間為翌日清晨。
| 播放地區   | 播放電視台    | 播放日期                | 播放時間                  | 所屬聯播網 | 備註   |
| ---------- | ------------- | ----------------------- | ------------------------- | ---------- | ------ |
| 關東廣域圈 | TBS電視台     | 2016年10月6日－12月22日 | 星期四 26時28分－26時58分 | TBS電視網  | 製作局 |
| 兵庫縣     | SUN電視台     | 2016年10月7日－12月23日 | 星期五 24時00分－24時30分 | 獨立UHF局  |        |
| 日本全國   | BS-TBS        | 2016年10月8日－12月24日 | 星期六 25時30分－26時00分 | 衛星電視   |        |
| 富山縣     | 櫻桃電視台    | 2016年10月8日－12月24日 | 星期六 25時53分－26時23分 |            |        |
| 日本全國   | TBS Channel 1 | 2016年10月16日－        | 星期日 25時30分－26時00分 | 衛星電視   | 有重播 |

| 時區  | 播放地區 | 播放電視台 | 播放日期                | 播放時間                                          | 所屬聯播網 | 備註         |
| ----- | -------- | ---------- | ----------------------- | ------------------------------------------------- | ---------- | ------------ |
| UTC+8 | 臺灣     | Animax HD  | 2016年10月9日－12月25日 | 星期日 21時30分－22時00分                         | MOD        | 新番即送     |
| UTC+8 | 臺灣     | Animax     | 2017年2月24日－3月7日   | 國語：19時30分－20時00分 日語：23時30分－24時00分 | 有線電視   | 追加中文配音 |
| UTC+8 | 香港     | Animax     | 2017年3月1日－3月16日   | 週一至週五 20時00分－21時00分                     |            | 有重播時段   |

## 外部連結
- TBS電視台「少女編號」電視動畫官網 （页面存档备份，存于）（日語）
- 少女編號的X（前Twitter）（日語）